# Милосердова Регіна
Регіна Милосердова (нар. 9 червня 1973) — українська волейболістка. Учасниця літніх Олімпійських ігор 1996 року.

## Із біографії
Перемоджиця І Спартакіади України у складі Луганської області (квітень-травень 1995)
У складі збірної України виступала на літніх Олімпійських іграх 1996 року і чемпіонаті Європи-2017.

## Клуби
| Роки      | Команди                |
| --------- | ---------------------- |
| 1994—2000 | «Іскра» (Луганськ)     |
| 2001—2002 | «Левські» (Софія)      |
| 2002—2005 | «Авіла»                |
| 2005—2012 | «Універсідад» (Бургос) |
| 2012—2013 | «Мурільйо» (Логроньо)  |

## Досягнення
- Чемпіон України (4): 1995, 1996, 1997, 1999
- Чемпіон Болгарії (1): 2002
- Володар кубка Болгарії (1): 2002